# Epixenosoma
Gli Epixenosomi (gen. Epixenosoma) sono procarioti filogeneticamente correlati con il phylum Verrucomicrobia.
Il nome generico deriva dal greco antico: επι ξενον σομα (epì xenon soma) cioè corpo estraneo posto sopra. Infatti gli epixenosomi vivono sulla superficie dorsale di protozoi ciliati marini del genere Euplotidium.

## Biologia
Il loro ciclo vitale si svolge in due distinte fasi correlate con il ciclo del loro ospite. Durante la prima fase sono sferici (0,5 µm di diametro), sono circondati da una doppia membrana e si dividono per scissione binaria. Nella seconda fase sono ovali (2,2 µm in lunghezza e 1 µm in larghezza) e presentano una complessa organizzazione (più complessa della maggioranza dei procarioti) con diversi compartimenti citoplasmatici. Un apparato estrusivo è immerso in una regione citoplasmatica la cui composizione proteica differisce dal resto del citoplasma, anche se non ne è apparentemente separata da una membrana. A questa compartimentalizzazione strutturale ne corrisponde una funzionale. Il processo estrusivo conferisce una difesa all'ospite nei confronti di predatori. Segnali esterni di origine finora sconosciuta, vengono riconosciuti da recettori di membrana localizzati nella regione apicale dell'organismo e attivano il processo di estrusione: l'apparato estrusivo forma un tubo cavo, lungo 40 µm, che termina con una testa formata dalla regione apicale dell'epixenosoma (la regione che contiene il DNA). L'apparato estrusivo è circondato da un cestello di tubuli.

Esperimenti con inibitori della tubulina e immunoreazioni con anticorpi antitubulina sembrano dimostrare che questi tubuli siano formati da tubulina, cioè da una proteina finora considerata esclusiva degli Eucarioti. È interessante ricordare che geni di tubulina sono stati sequenziali in altri Verrucomicrobi nei quali non sono mai stati osservati tubuli.